# Barvy v čínské kultuře
Barvy v čínské kultuře jsou významné, podobně jako např. v evropské kultuře (zelená symbolizuje pro Evropany naději a nový život, červená lásku a blankytná nevinnost). Některé významy a způsoby jejich použití se ale od těch evropských liší.
Než byla použita teorie pěti prvků, existovaly podle taoistů pouze dvě barvy: protichůdné, ale vzájemně se doplňující principy, černá a bílá, jin-jang. Se zavedením teorie pěti prvků se spektrum barev rozšířilo, což vedlo k použití nejen černé a bílé, ale i červené, modro-zelené a žluté, celkem pěti „hlavních“ barev.

## Teorie pěti prvků Wu-sing 五行

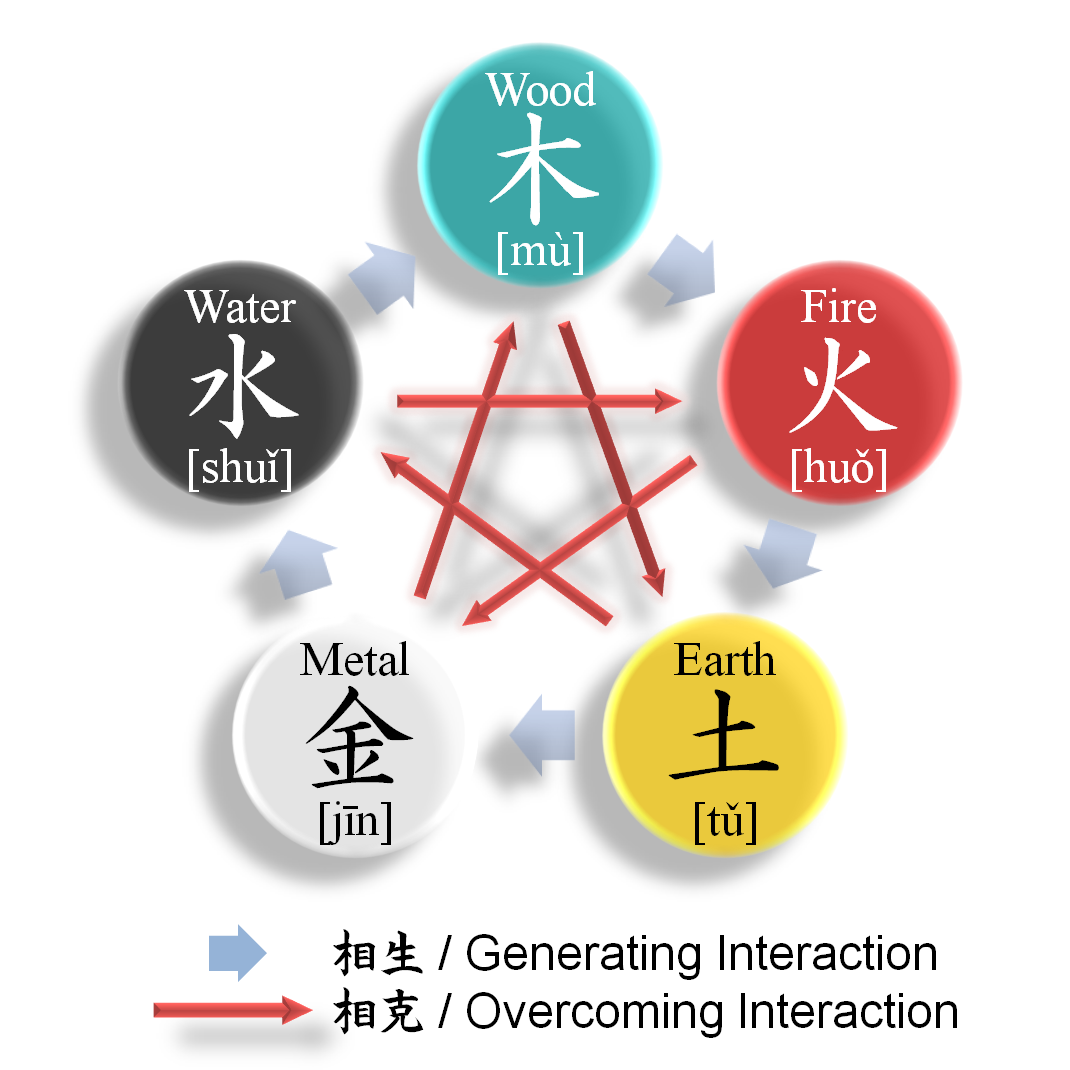
Teorie pěti prvků

V tradičním čínském umění a kultuře jsou černá, červená, čching (青) (sjednocení myšlenky zelené a modré), bílá a žlutá považována za standardní barvy. Tyto barvy odpovídají pěti elementům (五行): voda, oheň, dřevo, kov a země. V dynastiích Šang, Tchang, Čou a Čchin používali čínští císaři k výběru barev teorii pěti prvků. Jiné barvy považoval Konfucius za „méněcenné“. Těmto pěti kategoriím odpovídalo také pět světových stran, pět ročních období, pět planet, pět částí těla, pět mytologických zvířat atd..
| Prvek                | Dřevo                    | Oheň                | Země                            | Kov            | Voda             |
| -------------------- | ------------------------ | ------------------- | ------------------------------- | -------------- | ---------------- |
| Podnebí              | Větrno                   | Horko               | Vlhko                           | Sucho          | Chladno          |
| Barva                | Modrá / Azurová / Zelená | Červená             | Žlutá                           | Bílá           | Černá            |
| Světové strany       | východ                   | jih                 | střed                           | západ          | sever            |
| Ovoce                | Čínská švestka           | meruňka             | Cicimek (čínská datle)          | broskev        | Čínský kaštan    |
| Luštěniny a Obilniny | pšenice                  | luštěniny           | rýže                            | konopí         | proso            |
| Nebeské stvoření     | Azurový Drak 青龍        | Rumělkový pták 朱雀 | Žlutý drak 黃龍                 | Bílý tygr 白虎 | Černá želva 玄武 |
| Nebeský původ        | 甲, 乙                   | 丙, 丁              | 戊, 己                          | 庚, 辛         | 壬, 癸           |
| Živočich             | pes                      | ovce/koza           | skot                            | slepice        | vepř             |
| Fáze                 | Nový Jang                | Plný Jang           | balance Jin/Jang                | Nový Jin       | Plný Jin         |
| Planeta              | Jupiter                  | Mars                | Saturn                          | Venuše         | Merkur           |
| Roční období         | Jaro                     | Léto                | Změna období (každé tři měsíce) | Podzim         | Zima             |

## Historie
Podle dominance prvků za vlády dané dynastie, byla vybrána barva, která období reprezentovala. Každá dynastie měla svou vlastní dynastickou barvu, která byla použita pro její róby a emblémy.
Za vlády mytického Žlutého císaře (2697–2597 př. n. l.) se údajně vyskytovalo velké množství mravenců a červů. To naznačovalo dominanci prvku „země“ a tudíž byla vybrána žlutá barva. Pro vládu Velkého Jü (2205–2197 př. n. l.), dynastie Sia, byly typické stálezelené stromy, které asociovaly prvek „dřevo“ a za hlavní barvu úřednických oděvů byla zvolena zelená barva. Vznik dynastie Šang (asi 1523–1027 př. n. l.) zvěstoval bronzový meč vynořující se z vln, vládnoucím prvkem byl proto „kov“ a oděvy hodnostářů byly bílé barvy. Když nastoupil král Wen, dynastie Čou (1122–221 př. n. l.), na nebi se objevila ohnivá záře a kolem dynastického oltáře kroužili ohniví ptáci. Vládnoucím prvkem byl tedy „oheň“ a úředníci se tedy oblékali do rób řervené barvy. Pro vládu dynastie Čchin (221–206 př. n. l.) byla vybrána barva černá, která symbolizovala prvek „voda“ a podle tradičních představ měla právě voda, černá barva, uhasit oheň, červenou barvu, kterou byla myšlena předchozí dynastie. Následující dynastie Chan (206 př. n. l.–220 n. l.) si symbol dynastie předchozí ponechala téměř sto let a pak se opět vrátila k červené. O mnoho staletí později se císařskou barvou poslední dynastie Čching (1644–1911) stala opět žlutá. Za předcházející dynastie Ming (1368–1644) se nosil oděv zelený a Sungští vládcové (960–1279) nosili oděv hnědé barvy. Dynastii Jüan (1271–1368) reprezentovala barva bílá, posvátná barva mongolů.

## Červená barva 红

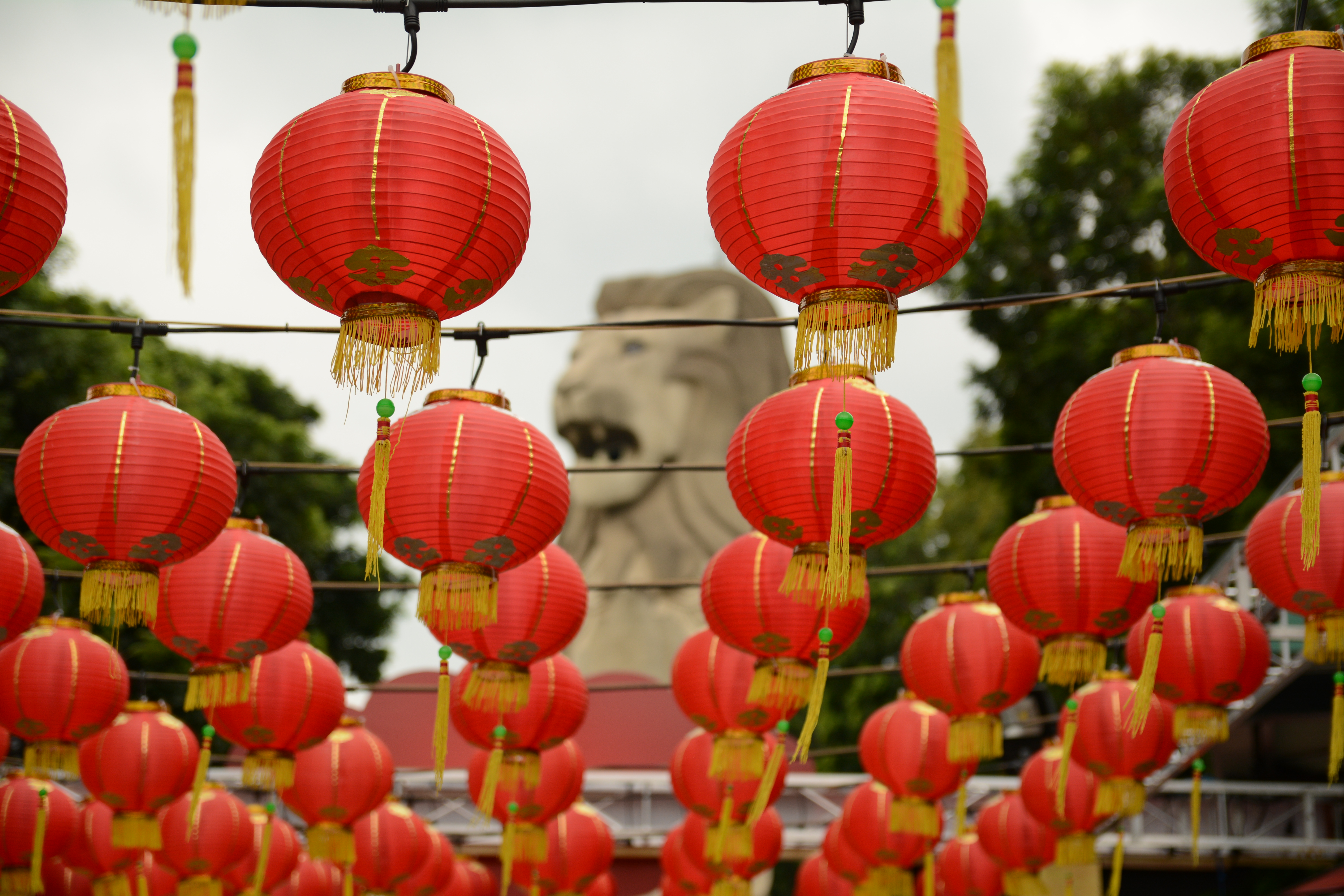
Červené lampióny jako dekorace při Čínském Novém roku.

Červená barva (chung) symbolizuje štěstí, úspěch a vše dobré, co v životě chceme. Je pokládána za životodárnou barvu, barvu mládí, léta a jihu. Slovo chung (宠), označuje velkolepost, skvělost a vznešenost. Během čínského nového roku a dalších svátečních oslav a rodinných setkání najdete červenou všude. Existuje báje, že ve starověké Číně žilo zvíře jménem Nien, které na jaře každého roku pohltilo velké množství lidí. Toto zvíře se ale bálo červené barvy. Všichni Číňané proto na Nový rok zdobili své domy červenou barvou. Červené barvě se připisuje schopnost odhánět démony a zlé duchy. Čtrnáctého dne osmého lunárního měsíce se dětem na čelo malovala rudá tečka jako ochrana před nemocemi. Čínské nevěsty se strojí do červených šatů, protože se věří, že je příznivou barvou pro odvrácení zla. Na pohřbech je červená barva naopak přísně zakázána. Tradicí jsou červené obálky, do kterých se vkládají peněžní dary a dávají se při zvláštních příležitostech. Na počátku 20. století se červená barva stala také symbolem revolučních změn, které vedly k rozpadu čchingské říše, kdy právě červená barva zastupovala myšlenku „čínskosti“.
Rumělková červeň, tan (丹), symbolizuje upřímnost, čistotu úmyslů, velké schopnosti a literární nadání. Tento odstín červené se získává z narudlého nerostu, který obsahuje rtuť, důležitou substanci taoistických elixírů, o kterých se tvrdilo, že mohou propůjčit dlouhověkost. Elixír však zkrátil život těch, kteří v tento účinek uvěřili. Často se zaměňovala se „standardní“ červenou, ale měla své specifické „vznešené“ použití. Císař používal tuš v tomto odstínu ke psaní ediktů a byly jim vymalované také zdi jeho paláců. Rtuť byla pokládána za nejdůležitější ze všech kovů a nerostů, protože se o ní tvrdilo, že po uplynutí dvou set let se promění na jiný z pěti základních kovů, až se nakonec promění ve zlato.
Růžová, čínsky fen-chung (粉红), což znamená doslova „prášková červeň“, symbolizuje ženskou přelétavost a rozmarnost. Je asociována s nemanželským pohlavním stykem. V některých oblastech Číny nosily prostitutky růžové identifikační tabulky.

## Žlutá barva 黄
Posvátný význam (zlato)žluté barvy byl odvozen od barvy Žluté řeky (Chuang-che 黄河), která je pokládána za kolébku čínského národa. Řeka toto zabarvení ale získala od pravidelných nánosů sprašové půdy. Žlutá barva je spojena s prvkem země a světovou stranu symbolizuje tu pro Číňany nejdůležitější, tedy střed, přeneseně rovněž čínský stát, Čung-kuo (中国), Říši středu, o níž se věřilo, že se nachází přesně uprostřed celého vesmíru. Žlutá je rovněž symbolem proslulosti, úředního povýšení, společenského vzestupu a také symbolem hrdinství, na rozdíl od západní asociace barvy se zbabělostí.

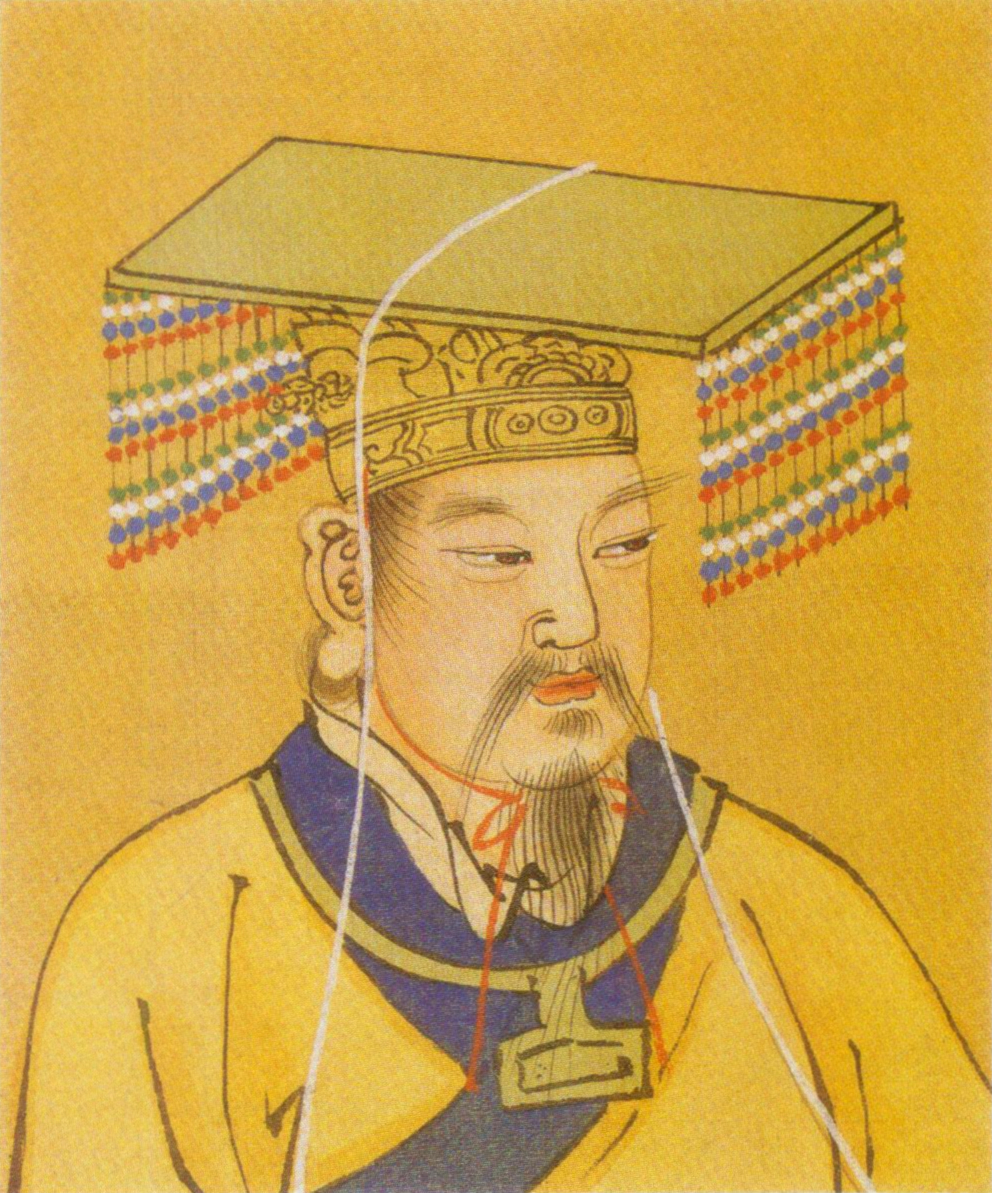
Žlutý císař (2 689-2 598 př. n. l.)

Žlutá barva je v Číně tradičně imperiální barvou. Mytický Žlutý císař je navíc považován za zakladatele čínského národa a Žlutý drak je jeho zoomorfní inkarnací v čínském náboženství a mytologii. Žlutý drak (chuang-lung 黄龙) je dobrým znamením a žluté prameny (chuang-čchüan 黄泉) jsou metaforickým označením onoho světa. Již samotný jeho název ovšem naznačuje, že se nejedná o žádné peklo nebo nehostinné končiny, ale o vzkvétající, dobře zavlažovanou oblast, staletý ideál prostého čínského rolníka. Na střechách Zakázaného města v Pekingu je žlutá barva velmi dominantní, to představuje nejvyšší suverenitu císaře. Slovo žlutý, chuang (黄), je homofonní se slovem chuang (皇), což znamená císař, císařský, a proto byla žlutá od 6. století určena jako barva nejvyššího vládce (do té doby to byla červená). Prostý lid měl po staletí zakázáno nosit žlutý oděv. Obléknutím císařské žluté, mohl člověk přijít i o život. Zlatožlutá barva byla vyhrazena jen pro „nejvznešenější“ účely a okolnosti, za nichž se mohla použít. Ty byly do nejmenšího detailu vymezeny v klasických příručkách konfuciánské etiky. Jedinou výjimku představovali buddhističtí mniši. Žlutá je totiž také základní barva buddhismu, představuje svobodu od světských starostí a roucha mnichů jsou vyrobena ze žlutých tkanin.
Vzhledem ke svému posvátnému významu byla žlutá vyhrazena též pro amulety a talismany, které měly odhánět zlé síly. Zabudovávaly se do vznikající stavby, nalepovaly nad dveře či na postelový baldachýn, zašívaly do oděvů nemocných nebo zaplétaly do vlasů a vkládaly do červených váčků pověšených u pasu. Někdy se talisman spálil a jeho popel se přimíchal do čaje, případně do horké vody, aby posloužil jako lék proti špatným vlivům či duchům.
V moderní době získala žlutá i jiný význam. Chuang-šu (黄书, doslova „žluté knihy“), kdysi označení pro první buddhistické knihy v harmonikové vazbě, znamená dnes pornografickou literaturu, obdobně je to též se „žlutými filmy“.

## Modrá barva 青/蓝

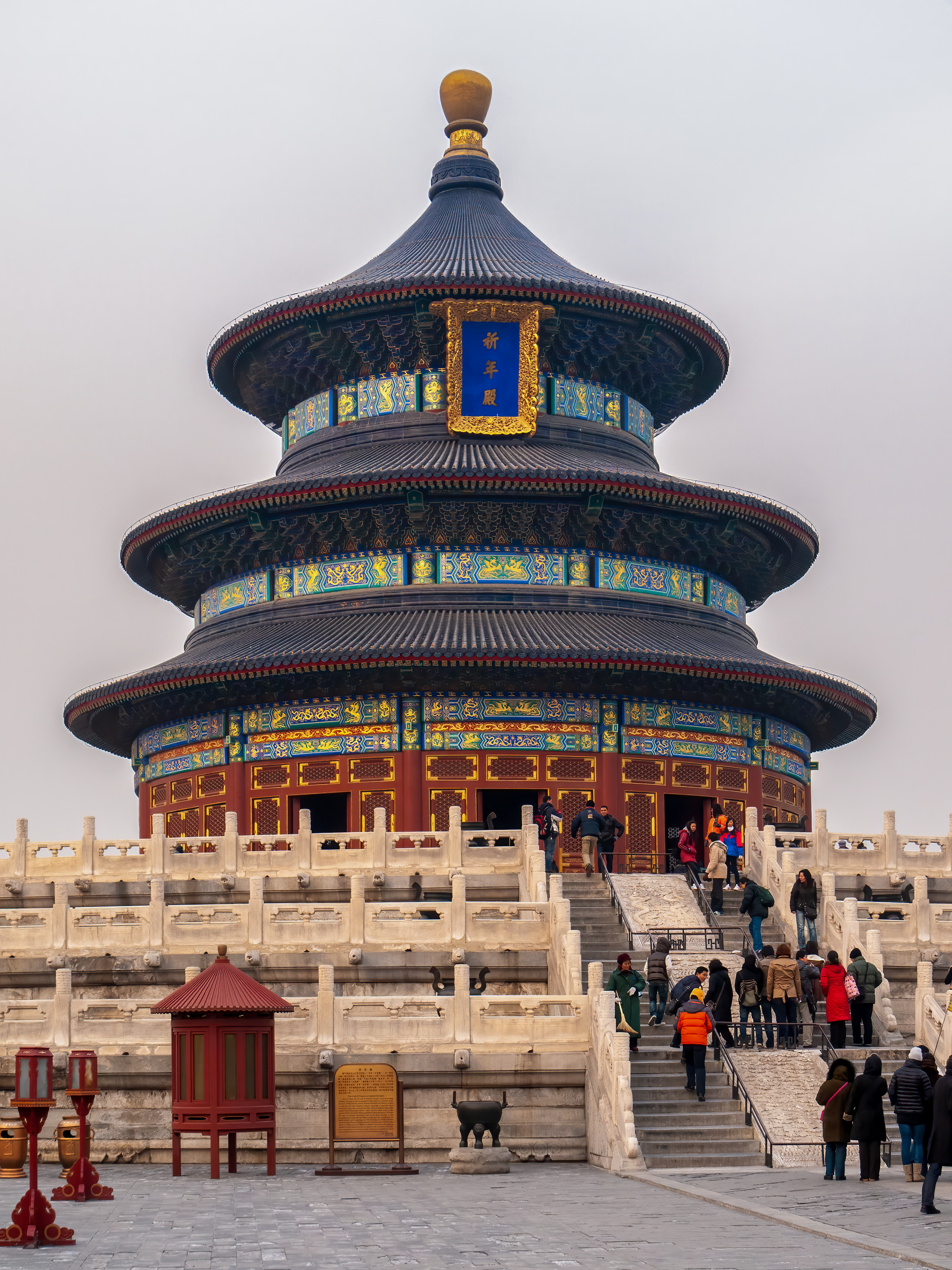
Chrám nebes

V nejstarších čínských textech se nevyskytoval samostatný termín pro modrou barvu, pouze odstín „čching“, který v sobě zahrnoval široké barevné spektrum od tmavošedé přes modrou až k zelené, proto můžeme u stejného termínu v překladech narazit na různou interpretaci. Obecně modrá nebo azurová a zelená je spojena se zdravím, prosperitou, harmonií a také s touhou po vzdělání. Budoucí učenec musí nad knihami prosedět nekonečnou řadu večerů pod světlem „modré lampy“. Metafora „modrá oblaka“ (čching-jün 青云) označuje úspěšný postup od jedné úřednické zkoušky ke druhé.
Modrá v „pravém slova smyslu“, čínsky lan (蓝), odvozuje svůj název od indigovníku (Indigofera, čínsky rovněž lan 蓝), který sloužil jako zdroj barviva na oděvy prostých lidí až do moderních dob. Modrá lan je předzvěstí vysoké hodnosti (získané na základě vědomostí nabytých pod „modrou lampou“), ale též problémů a starostí, které s sebou takový úřad přináší. Bůh literatury Kuej-sing je často zpodobován se sytě modrou tváří.
Azurový drak (čching-lung 青龙) představuje symbol dobra a azurová barva byla použita na střešní tašky Chrámu nebes i na jeho ozdobený interiér a řadu dalších struktur, které reprezentovaly nebe. Je to také barva nefritu a seladonu a byla vyvinuta k jejich napodobení.

## Zelená barva 绿

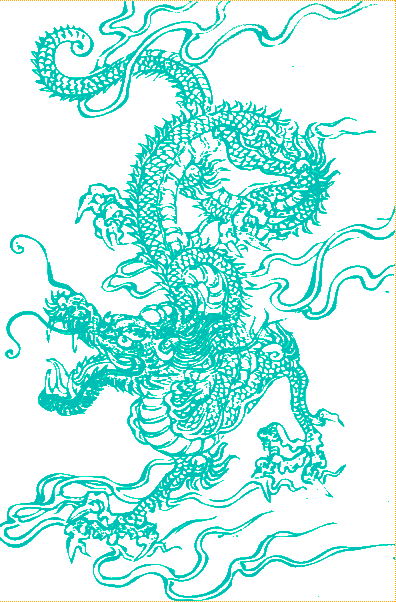
Čínský zelený drak, symbol čínské kultury a čínského lidového náboženství.

Zelená barva (lü) je barvou života a jara, někdy se uvádí i vnitřní spokojenost. Sny, v nichž převládá zelená, přinášejí štěstí. Celá skupina bohů a bohyň se honosí rouchy zelené barvy, obzvláště ti, kteří mají v „popisu práce“ přinášet děti. Velký význam je na blahopřejných oblázcích připisován kombinaci červené a zelené jako barvám života. Označení „rudé znaky na zeleném papíře“ znamená příznivou předpověď. O děvčatech se zase říká, že nosí „červené sukně a zelené ponožky“, což symbolizuje mládí. V současné době je „zelená“ v Číně také spojena s čistotou a šetrností k životnímu prostředí, stejně jako na Západě.

Tchaj-ťi tchu (taijitu), tradiční symbol reprezentující síly Jin a Jang. Tečky opačné barvy symbolizují, že v každé ze sil se nachází i opačná síla a také že charakter dané síly záleží na pozorovateli.

Od dynastie Tchang (618 - 907) bylo nošení zelené pokrývky hlavy trestem pro lidi, kteří spáchali zločiny a počínaje dynastií Jüan (1279–1368) byli rodinní příslušníci prostitutek nuceni nosit zelené klobouky. Proto „nosit zelený klobouk“ je v čínské kultuře metaforou sňatku s nevěrným manželským partnerem a používá se jako idiom pro paroháče. To způsobilo znepokojení čínských katolických biskupů, kteří by v církevní heraldice měli normálně zelený klobouk nad paží. Čínští biskupové učinili kompromitaci tím, že pro svůj erb použili fialový klobouk. Někdy tento klobouk bude mít indigové peří, aby dále ukázal své opovržení zelenou barvou. Zelená tedy může mít také negativní význam v závislosti na kontextu. Pojmenování „rodina se zelenými lampami“ se vztahuje na prostitutky (zde se však nejčastěji jedná o odstín cchuej,翠, ledňáčková zeleň). V minulosti byla zelená rovněž barvou trestaneckého jařma, desky, kterou nesl odsouzenec na krku cestou na popraviště. Na ní byl popsán jeho zločin i způsob exekuce.

## Bílá barva 白
白 Bílá barva (paj) symbolizuje jas, morální čistotu a naplnění. Morální čistota je v buddhismu často symbolizovaná bílým lotosem, jenž vyrůstá z bahna, a přece si zachovává svou čistou bělost. Ženy, které touží po mužském potomku, si z vázy nošené v procesích na počest různých bohyní vybírají bílý květ. Avšak na lampionových slavnostech 15. dne lunárního měsíce bílý květ předznamenává dceru; ta, která touží po synovi, se musí ozdobit květem žlutým. Šou-sing, bůh dlouhověkosti, je často odíván do bílého šatu. Bůh země Tchu-ti je rovněž představován starým mužem s bílou tváří. Jedná-li se o dvojici božstev nebo legendárních postav, bílá tvář obvykle určuje mladšího z nich.
Bílá je také barvou smutku. Je spojována se smrtí a v čínské kultuře se používá převážně při pohřbech. Starověcí Číňané nosili bílé šaty a klobouky, jen když truchlili za mrtvými. Není to však úplně přesné. Předepsaná barva je označována jako „su“ (素), což znamená přírodní odstín, nebělený a nebarvený materiál s nádechem do šedožluté, ne čistě bílý. V minulosti si v některých oblastech Číny vdovy vplétaly do uzlu na zátylku bílou stuhu, aby ozřejmily svůj stav. V žádném případě se nedoporučuje bílá ozdoba do vlasů, přináší to neštěstí.

## Černá barva 黑
Starověcí Číňané považovali černou za krále barev a ctili černou konzistentněji než jakoukoli jinou barvu. Černá barva (chej) je spojovaná se slanou chutí a jako symbol představuje temnotu, smrt, provinění a nectnosti. Čínský překlad slova „chej“ samo o sobě znamená smůlu, nepravidelnost, nezákonnost atd. Řekne-li se o někom, že nosí v hrudi „černé srdce“, je to urážlivý eufemismus mravní zkušenosti. Černá barva nebyla příliš oblíbená, protože připomínala barvu pohmožděnin a podlitin, evokovala tudíž nezdar a neštěstí. Nesmí se nosit k příznivým příležitostem, jako jsou svatby. Společně s bílou je černá v Číně barvou smuteční, ale na rozdíl od Evropy se čínští smuteční hosté nestrojí do šatů černých, ale bílých.
Nyní je považována za barvu, která je neutrální a která symbolizuje sílu, znalosti a autoritu. Moderní Čína je také pod silným západním vlivem, a proto je černá barva stále více spojována s elegancí a formalitou. Například v Číně je nyní normou, že muži i ženy nosí černé obleky v západním stylu.

## Fialová barva 紫
Fialová (zi) představovala ve starověku božství, nesmrtelnost a také moudrost. Tato symbolika pochází z císařova období, kdy byli královští poradci oblečeni do fialové. Dnes je fialová barva v Číně více spojována s láskou nebo romantikou, zejména mladšími generacemi.

## Šedá barva 灰
Šedá (hui) symbolizuje pokoru a nenáročnost. Ve starověku měli obyčejní lidé šedé oblečení a šedé domy. Dnes lze v Číně šedá barva použít k popisu něčeho temného, pošpiněného nebo představujícího ponuré počasí a emoce.

## Hnědá barva
Hnědá byla imperiální barvou dynastie Sung a představuje element země, v čínštině nemá vlastní znak. Byla nazývána jako „tmavě žlutá“. Moderní název je ‘kávová barva’ (咖啡色).

## Čínské divadlo
V čínském divadle je postava s rudou tváří velice posvátná, nejčastěji se jedná o boha války Kuan-tiho, slavného císaře či loajálního proslulého válečníka. Červená zde reprezentuje ctnost, pravdu a upřímnost. Řekne-li se o někom, že má „rudé srdce“, znamená to, že není záludný, „hraje poctivou hru“. Postavy mladých žen jsou oděny převážně v červené a růžové. Říká se jim „červené dívky“, chung-niang (红娘). Jako poslušné služebnice zprostředkovávají zprávy mezi paní domu a jejím milencem, usilují o to, aby se pravé lásce dostalo naplnění. Proto v lidových příbězích vystupují dohazovačky obvykle pod tímto jménem. Postava se zlatě nebo žlutě nalíčenou tváří zástupce nebeské sféry, bohy a bohyně.Také róby císařů byly na divadle vždy žluté; vyšívaní svinutí draci se na nich kroutili nahoru i dolů. Oděv vysokých hodnostářů ve stejném odstínu se od císařského odlišoval pouze tím, že jejich draci vždy směřovali hlavou dolů. Sytě modrou tvář má celá řada démonů či záporných postav (zde je ovšem nutno rozlišovat mezi odstíny čching a lan) a zelený obličej symbolizuje démony a ďábly. Postavy s „tváří sójového sýra“ tedy namalované na bílo (sójový sýr tou-fu 豆腐 má žlutobílý odstín), jsou reprezentanty mužů ne právě podlých, ale určitě falešných, lstivých, protřelých či potměšilých. Komediální charaktery mají u kořene nosu namalované bílé oválky. Často vystupuje také osm protagonistů s černě pomalovanými tvářemi, kteří jsou vznešení a ctění – mezi nimi i pověstný soudce Pao, prototyp bystrého, spravedlivého a neúplatného úředníka. Zde tedy černá představuje muže čestného a poctivého, i když někdy hrubšího ražení.  Obličej namalován na fialovo představuje věrnou mandarínku.

## Zajímavosti
- První čínský prezident Sunjatsen (1866–1925) použil pět základních barev na návrh nové vlajky (užívala se v letech 1912 až 1928), kde metaforicky aplikoval klasickou teorii barev. Jednotlivé barevné pruhy přiřadil pěti hlavním národům obývajícím Čínu. Červená měla symbolizovat národ Chan, tedy etnické Číňany, žlutá národ mandžuský, modrá mongolský, bílá muslimy a černá Tibeťany. V roce 1932 byly jiné konotace tradičních barev použity na vlajku loutkového státu Man-ču-kuo v severovýchodní Číně, kde žlutý podklad symbolizoval sjednocení národa a čtyři barevné pruhy (červená, modrá, bílá, černá) v pravém horním rohu asociovaly odvahu, spravedlnost, čistotu a odhodlání.[5]
- Zelená oblaka předpovídala přemnožení hmyzu, červená zase jinou kalamitu či válku, černá oblaka přinášela povodně a žlutá prosperitu.[5]
- Číňané zřídka používají v kombinaci více barev, protože duha viděná na obloze byla brána jako znamení, že císař brzy zemře.[9]

- Černá barva je často považována za „černo-modrou“ nebo „modro-černou“, a proto lze specifika těchto dvou barev kombinovat. Totéž platí pro zelenou barvu, protože je často považována za „zeleno-modrou“ nebo „modrozelenou“.[2]

- Ve starověku bylo jméno zločince v cele smrti napsáno kuřecí krví, později se z toho vyvinulo psaní červeným inkoustem. Proto je nyní stále tradicí nepisovat jména lidí pomocí červeně zbarvených per.[9]
- Zakroužkování něčího jména černým rámečkem znamená, že tato osoba zemřela; proto živí lidé nikdy nemají svá jména orámovaná černou barvou.[11]
- Úředníci vyššího stupně se nechávali nosit v modrých nosítkách, nižšího zase v zelených.[5]
- Na výnosy nejvyšších hodnostářů se otiskovaly pečeti slézové barvy (v době císařského smutku modrošedé).[5]
- Na vizitky a slavnostní nápisy se přirozeně používal papír červené barvy. Držel-li však člověk smutek za své blízké, předkládal návštívenky světle hnědého odstínu. Po stanovené době bylo možné napsat jméno na hnědý papír a nalepit ho na standardní červené vizitky.[5]
- Podle buddhistických představ vyjadřovala bílá a žlutá mírnou povahu, červená, modrá a černá prudkost, divokost. Jasná modrá ovšem naznačovala oblohu, barvu nebes a jako taková byla posvátná. Většinou na zobrazeních božstev převládá bílá barva jako projev čistého srdce, u skřetů je to zase červená a ďábly symbolizuje černá.[5]
- Střechy císařských staveb nebo domů zámožných Číňanů jsou pokryty keramickými taškami, jejichž původ sahá do doby čouské dynastie. Tašky se tradičně vyráběly v odstínech žluté, zelené, modré a šedočerné. Žlutozlatá byla vyhrazena pro císařské paláce, hrobky, zahrady a chrámy. Budovy určené pro dvorské hodnostáře měly tašky zelené a domy služebnictva jednoduché černé. Barva střechy plnila také symbolickou funkci. Například císařská knihovna měla po obvodu střechy žluté tašky, ale její hřeben byl pokrytý černými taškami. Černá je barvou vody, a knihy jako velice hořlavý materiál musí být chráněny před ohněm. Červené zdi paláců symbolizovaly mužský princip jang, slunce a štěstí, zatímco jejich střechy byly v jasné žluti, která reprezentovala princip jin, zemi. Modré tašky na Chrámu Nebes asociují barvu oblohy a císař při obětování Nebi oblékal róbu azurového odstínu, připomínajícího oblaka. Podobně při obětování Zemi nosil žlutý oděv, oběti Slunci přinášel v šatu červené barvy a Měsíci v bílém.[5]

- Číňané rádi obdarovávají své přátelé vázami, pomalovaným nádobím či vyšívanými taštičkami a amulety. Ať už je dárkem cokoliv, nepochybně je to ozdobeno řadou symbolů, které mají vyjádřit to, co mohl dárce jednoduše říct slovy. Příjemce si pak má dárek důkladně prohlédnout a dešifrovat, co je mu jeho prostřednictvím přáno. Je-li na dárku nějaký obal, věnuje svou pozornost nejvdříve jemu. Pro většinu příležitostí má být obalový papír na dárcích červený, obzvláště jedná-li se o dárek k narozeninám nebo svatební dar. Červená by ovšem byla velkým faux pas na pozornosti, která má tlumočit soucit či soustrast s bolestnou ztrátou blízkého.[5]

- V době čchingského císařství byli dvorní hodnostáři rozdělení do devíti hierarchických stupňů; pro každý z nich byl specifikován střih, materiál i barva oděvu a pokrývky hlavy. Úřední klobouk (pokrývka hlavy připomínající obrácenou misku) byl v čchingské době na vrcholku ozdoben „hodnostním knoflíkem“, kuličkou z předepsaného materiálu a předepsané barvy. Hodnostáři prvního stupně nosili červený korál, třetí stupeň zase modrý kámen a čtvrtý purpurový, patý měl určen křišťál, šestý bílý jadeit a nejvyšší hodnostáři se odlišovali zlatým knoflíkem.[5]